# Лесхоз Карабаш
Лесхоз Карабаш (каз. Қарабаш орманшар) — населённый пункт в Бескарагайском районе Абайской области Казахстана. Входит в состав Канонерского сельского округа. Находится примерно в 10 км к юго-востоку от районного центра, села Бескарагай. Код КАТО — 103843102.